# 解宋营古城
解宋营古城，位于山东省烟台市蓬莱市刘家沟镇解西村，是中华人民共和国山东省文物保护单位之一。
解宋营古城是明朝洪武年间为防御倭寇入侵而修建的军事百户所，是唯一保存至今的古代城堡，城堡依山面海，青石砌筑，由城门、城墙、烟墩三部分构成，形成一个完整的军事防御体系。2006年12月7日，授予山东省文物保护单位。